# Campeonato Italiano de Rugby 1960-61
El Campeonato de Rugby de Italia de 1960-61 fue la trigésimo primera edición de la primera división del rugby de Italia.

## Sistema de disputa
En la primera fase, los equipos disputaron una fase grupal, en donde en cada uno de los equipos enfrentaba a sus rivales en condición de local y de visitante, finalizada la fase de grupos, los mejores dos equipos clasifican a la fase final.
En la segunda fase, los equipos nuevamente se distribuyen en un grupo, en donde el mejor clasificado se corona campeón del torneo.

## Desarrollo
- Tabla de posiciones:[1]

### Fase Final
| Pos. | Equipo             | Encuentros | Encuentros | Encuentros | Encuentros | Tantos | Tantos | Tantos | Puntos |
| Pos. | Equipo             | PJ         | PG         | PE         | PP         | F      | C      | Dif    | Puntos |
| ---- | ------------------ | ---------- | ---------- | ---------- | ---------- | ------ | ------ | ------ | ------ |
| 1.º  | Fiamme Oro         | 10         | 10         | 0          | 0          | 218    | 21     | +197   | 20     |
| 2.º  | Treviso            | 10         | 5          | 1          | 4          | 86     | 74     | +12    | 11     |
| 3.º  | Amatori Milano     | 10         | 5          | 1          | 4          | 57     | 103    | -46    | 11     |
| 4.º  | Partenope Rugby    | 10         | 4          | 0          | 6          | 75     | 140    | -65    | 8      |
| 5.º  | Rugby Parma        | 10         | 2          | 0          | 8          | 83     | 114    | -31    | 4      |
| 6.º  | Fiamme Oro Firenze | 10         | 2          | 0          | 8          | 42     | 135    | -93    | 4      |

|  | Campeón. |

| Bandera de Italia  |
| Campeón Fiamme Oro |
| Cuarto título      |